# Панча Шила
Панча Шила (палі: pañca-sīla; санскр. pañca-śīla, буквальні «п'ять чеснот», «п'ять обітниць» або «п'ять принципів») — базовий кодекс буддійської етики, що приймається буддистами-мирянами в традиціях як тхеравади, так і махаяни на якийсь час або на постійній основі. Відомі також як заповіді або зарікання. Після формули Потрійного Притулку зазвичай слідує прийняття П'яти Правил Поведінки. Їх дотримання є необхідним мінімумом для формування основи гідного життя і подальшого просування до Звільнення.

## Вміст заповідей
1. Відмова від спричинення будь-якої шкоди живим істотам (ахімса), від вбивства (прана-атіпата).
2. Відмова від крадіжки, привласнення того, що належить іншому (адатта-адана, астєя).
3. Утримування від неправильної сексуальної поведінки (кама-мітх'ячара).
4. Відмова від зловживання довірою, брехні і обману (сат'я).
5. Відмова від вживання п'янких напоїв (мад'япана) і від всього, що утрудняє самоконтроль.[3][K 2]

## П'ять заповідей в перекладі і в оригіналові
П'ять обітниць (pañca-sikkhāpada) або п'ять чеснот (pañca-sīla) по-українськи і на палі звучать таким чином:
| 1. | Я зобов'язався прагнути уникати вбивства живих істот.                                         | Pāṇ IASTātipātā veramaṇ IASTī sikkhāpadaṃ IAST samādiyāmi.                     |
| 2. | Я зобов'язався прагнути уникати узяття того, що не дане.                                      | Adinnādānā veramaṇ IASTī sikkhāpadaṃ IAST samādiyāmi.                          |
| 3. | Я зобов'язався прагнути уникати неналежних сексуальних стосунків.                             | Kāmesu micchācāra veramaṇ IASTī sikkhāpadaṃ IAST samādiyāmi.                   |
| 4. | Я зобов'язався прагнути уникати свідомо помилкових тверджень.                                 | Musāvāda veramaṇ IASTī sikkhāpadaṃ IAST samādiyāmi.                            |
| 5. | Я зобов'язався прагнути уникати вживання п'янких напоїв і речовин, що викликають безпечність. | Surā-meraya-majja-pamādaṭṭ IASThānā veramaṇ IASTī sikkhāpadaṃ IAST samādiyāmi. |